# Cedar Hill, New Mexico
Cedar Hill är en ort i San Juan County i delstaten New Mexico, USA.